# Loch Arkaig
Loch Arkaig is een meer in Schotland ten westen van de Great Glen en is ongeveer 19 kilometer lang.
In Loch Arkaig liggen twee eilanden, op het grootste, Eilean Loch Airceig, staat een ruïne van een kapel en is de voormalige begraafplaats van de Clan Cameron.